# 賽拉姆-烏加姆國家公園
41°57′N 70°03′E / 41.950°N 70.050°E

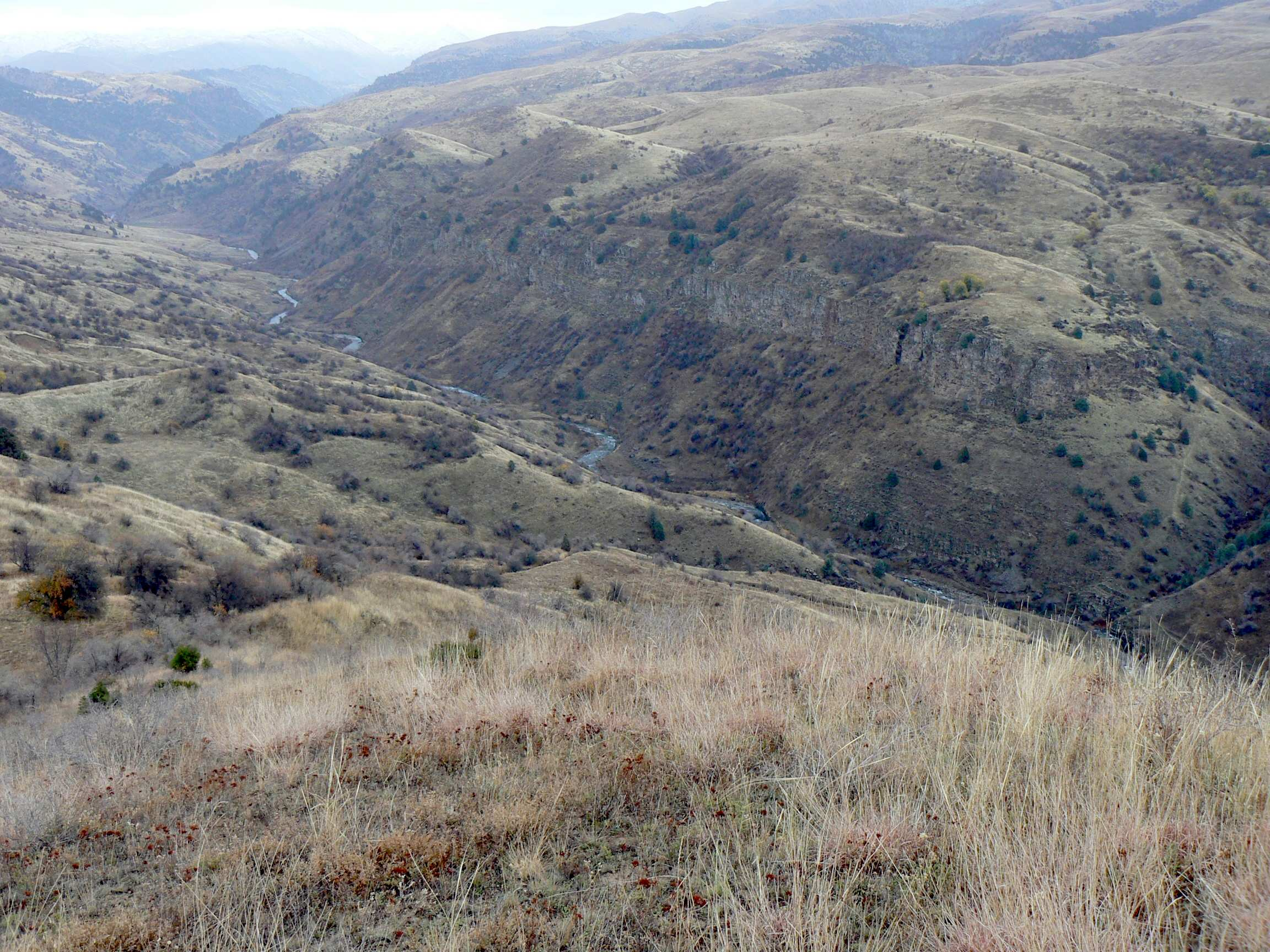

賽拉姆-烏加姆國家公園（羅馬化：Sairam-Ögem ūlttyq  parkı）是哈薩克的國家公園，位於該國南部突厥斯坦州，處於首都努爾-蘇丹東北面50公里，成立於2007年，面積1,490平方公里。